# Мур, Роберт Ли
Роберт Ли Мур (англ. Robert Lee Moore; 1882—1974) — американский математик, известный своими работами в общей топологии, а также экспериментальным методом преподавания, в котором, по сути, запрещал студентам читать учебники и заставлял их выводить теорию самостоятельно.

## Жизнь
Отец Мура родился и воспитывался в Новой Англии.
Тем не менее, он воевал в американскую гражданскую войну на стороне Конфедерации. После войны работал в хозяйственном магазине в Далласе, в это время этот город был чуть больше железнодорожной станции.
Он вырастил шестерых детей, из которых Роберт, названный в честь Роберта Эдварда Ли, командующего Конфедерации армии Северной Вирджинии, был пятым.
Мур поступил в Техасский университет в 15 лет, в 1898 году, уже зная математический анализ благодаря самообучению.
Получил степень бакалавра за три года вместо обычных четырёх;
его педагогами были Холстед и Леонард Диксон.
Проработал год преподавателем в университете и после преподавал в школе Маршалла в течение года.
Под руководством Халстеда Мур доказал, что одна из аксиом Гильберта является излишней.
Элиаким Мур (не родственник) возглавлял кафедру математики в университете Чикаго.
В его научные интересы входили основания геометрии.
Узнав об этой работе, он организовал стипендию, которая позволила Роберту учиться на доктора в Чикаго.
Под руководством Веблена Роберт защитил диссертацию в 1905.
После этого Мур преподавал год в университете Теннесси,
два года в Принстонском университете,
и три года в Северо-Западном университете.
В 1910 году он женился; у них не было детей.
В 1911 году он получил позицию в Пенсильванском университете.
В 1920 году, Мур вернулся в университет штата Техас в Остине в качестве доцента и получил полного профессора три года спустя.
В 1951 году он перешёл на пол ставки, но продолжал учить по пять классов в год как обычно.
Его заставили выйти на пенсию в 1969 году, в возрасте 87 лет.

## Признание
- В 1973 году Техасский Университет назвал именем Мура аудиторию в новом здании физики, математики и астрономии.
- Был председателем Американского математического общества 1936—38.
- В 1931 году он был избран членом Национальной академии наук США[3].

## Вклад в науку
- Теорема Мура о факторпространстве

## Цитаты
- «Я слышу, я забываю. Я вижу, я помню. Я делаю, я понимаю» — эта китайская пословица была любимой у Мура.